# 2 złote wzór 1932 Polonia
2 złote wzór 1932 Polonia – moneta dwuzłotowa, bita w srebrze, wprowadzona do obiegu 27 października 1932 r. rozporządzeniem Ministra Skarbu z dnia 25 października 1932 r. (Dz.U. z 1932 r. nr 92, poz. 799), wycofana z obiegu na podstawie rozporządzenia ministrów gospodarki, finansów i spraw wewnętrznych Rzeszy wydanego 22 listopada 1939 r. na terenie Generalnego Gubernatorstwa, według którego monety bite w srebrze w okresie II Rzeczypospolitej należało obowiązkowo wymieniać na pieniądze papierowe.
W niektórych opracowaniach z początku XXI w. jako data wprowadzenia do obiegu dwuzłotówki podawany był 31 października 1932 r, jednak w późniejszych tego samego autora – 27 października 1932 r.
Monetę bito w mennicy w Warszawie, z datami rocznymi: 1932, 1933 albo 1934.

## Awers
W centralnym punkcie umieszczono godło – orła w koronie, poniżej rok bicia, dookoła napis „RZECZPOSPOLITA POLSKA”, na dole napis „2 ZŁOTE 2”, a pod łapą orła herb Kościesza – znak Mennicy Państwowej w Warszawie.

## Rewers
Na tej stronie monety znajduje się lewy profil głowy kobiety w wianku na tle promieni słonecznych w formie zboża – portret Polonii będącej personifikacją Polski.

## Nakład
Mennica Państwowa biła monetę w srebrze próby 750, na krążku o średnicy 22 mm, masie 4,4 grama, z rantem ząbkowanym, według projektu Antoniego Madeyskiego. Nakłady monety w poszczególnych rocznikach przedstawiały się następująco:
| Rocznik      | Rewersu | Nakład (sztuk) | Zdjęcie |
| ------------ | ------- | -------------- | ------- |
| 2 złote 1932 | Polonia | 15 700 000     |         |
| 2 złote 1933 | Polonia | 9 250 000      |         |
| 2 złote 1934 | Polonia | 250 000        |         |

Nakład rocznika 1934 cytowany za literaturą tematu wydaje się być niezgodny z rzeczywistą częstością występowania tego rocznika w obrocie kolekcjonerskim. W sprawozdaniach Mennicy Państwowej podano jedynie, że w latach 1934 i 1935 wybito odpowiednio 9 625 000 oraz 1 050 000 (razem 10 675 000) sztuk, ale łącznie dwuzłotówek wzorów 1932 (Polonia) i 1934 (Józef Piłsudski).

## Opis
Dwuzłotówkę bito na podstawie rozporządzenia Prezydenta Rzeczypospolitej Polskiej z 27 sierpnia 1932 r. o zmianie niektórych postanowień rozporządzenia Prezydenta Rzeczypospolitej z dnia 5 listopada 1927 r., definiującego parametry monet:  2, 5, 10 złotych bitych w srebrze próby 750 i masie 2,2 grama przypadających na 1 złoty (Dz.U. z 1932 r. nr 74, poz. 668).
Godło na monecie jest zgodne ze wzorem Godła Rzeczypospolitej Polskiej wprowadzonym 13 grudnia 1927 r. (Dz.U. z 1927 r. nr 115, poz. 980).
Ze względu na przyjęte założenie, że po zmianie systemu monetarnego z 1932 r. należy w jak najkrótszym czasie wybić jak największą liczbę monet spełniających nowe wymagania prawne, nie rozpisano konkursu na nowy projekt, a wykorzystano jeden z niezrealizowanych – profesora Antoniego Madeyskiego ten, który zajął w 1925 r. drugie miejsce, w drugim konkursie na polską złotą monetę. 
Według tego samego wzoru awersu i rewersu wprowadzono do obiegu monety 5 i 10 złotych wzoru 1932.
W okresie międzywojennym utrwaliła się w części społeczeństwa potoczna opinia, iż kobieta na rewersie to królowa Jadwiga, gdyż Madeyski wykonał również sarkofag tej królowej dla katedry wawelskiej. Według tradycji obowiązującej w rodzinie artysty utrwalił on w tym wizerunku idealizowany portret swej siostrzenicy – Wandy Syrokomskiej-Petraźyckiej. Według innych relacji modelką była Janina Żółtowska (która przed I wojną światową odwiedziła Madeyskiego w rzymskiej pracowni), późniejsza żona Ludwika Hieronima Morstina, w 1923 r. polskiego attaché wojskowego w Rzymie, przyjaciela Madeyskiego. Podobno rezultatem odnowionej po latach znajomości było między innymi to, że artysta w 1925 r. stanął do konkursu na projekt polskiej monety złotej, w którym utrwalił urodę modelki w profilu podobnym do profilu królowej Jadwigi z sarkofagu wawelskiego. Być może więc w potocznej opinii była i część prawdy, iż na monecie tej widniała głowa królowej Polski.

## Wersje próbne
W katalogach podana jest informacja o wybiciu z datą 1932 wersji próbnych w srebrze i w mosiądzu oraz z datą 1933 wersji próbnych w srebrze i w brązie.
Istnieje również wersja próbna monety 1 złoty Polonia z 1932 roku o masie 3,4 grama w srebrze i 3,2 grama brązie, oraz moneta 1 złoty Polonia bez daty, o średnicy 18 mm.